# 淘气包马小跳
淘气包马小跳是一套由童书作家杨红樱所创作的童书系列，于2003年首次在中国大陆推出。故事的内容主要围绕着小学生“淘气包”马小跳和他的朋友们的故事。截至2010年，此系列已在中国大陆销售了近4000万册。

## 书籍
这套系列已推出了30本：
1. 贪玩老爸
2. 轰隆隆老师
3. 笨女孩安琪儿
4. 四个调皮蛋
5. 同桌冤家
6. 暑假奇遇
7. 天真妈妈
8. 漂亮女孩夏林果
9. 丁克舅舅
10. 宠物集中营
11. 小大人丁文涛
12. 疯丫头杜真子
13. 寻找大熊猫
14. 巨人的城堡
15. 超级市长
16. 跳跳电视台
17. 开甲壳虫车的女校长
18. 名叫牛皮的插班生
19. 侦探小组在行动
20. 小英雄和芭蕾公主
21. 忠诚的流浪狗
22. 白雪公主小剧团
23. 孔雀屎咖啡
24. 奔跑的放牛班
25. 唐家小仙妹
26. 和鹦鹉对话的人
27. 樱桃小镇
28. 妈妈我爱你
29. 七天七夜
30. 光荣绽放

## 角色

### 马家
| 角色   | 關係 |
| 马天笑 | 玩具厂长、玩具设计师 丁蕊之夫 马小跳之父 杜真子之姨父 安爸爸之好友 河马大叔之旧同学 朱莎莎之前男友（被其抛弃） |
| 丁 蕊  | 宝贝儿妈妈 橱窗设计师 马天笑之妻 马小跳之母 杜真子之姨妈 喜欢吃榴莲、臭豆腐 被朱莎莎陷害 喜欢安琪儿 |
| 马小跳 | 淘气包马小跳 “跳跳电视台”之台长兼编导、超级市长 原为纪律委员（仅一周） 马天笑、丁蕊之子 杜真子之表哥 秦老师、雷鸣、林老师、钱老师之学生 毛超、张达、唐飞之同学兼好友兼情敌 丁文涛之天敌 路曼曼之同桌冤家兼同学 安琪儿之暗恋对象 讨厌朱莎莎 幼儿园时期曾暗恋路曼曼 暗恋夏林果 方老师之前学生 韩力哥哥之邻居 裴帆哥哥之好友 |
| 杜真子 | 成语大王、疯丫头杜真子 “跳跳电视台”之副主持人 马天笑、丁蕊之侄女 马小跳之表妹 夏林果之好友 唐飞之暗恋对象 丁文涛之死敌 |

### 安家
| 角色   | 關係 |
| 安爸爸 | 足球迷 安妈妈之夫 安琪儿之父 马天笑之好友 |
| 安妈妈 | 安爸爸之妻 安琪儿之母 讨厌马小跳 |
| 安琪儿 | 笨女孩安琪儿 演员 “跳跳电视台”之爆料人 安爸爸、安妈妈之女 林子聪之表妹 秦老师、雷鸣、林老师、钱老师之学生 路曼曼之针对对象 暗恋马小跳 韩力哥哥之邻居 黄菊之好友 被丁蕊宠爱 |
| 林子聪 | 神童林子聪 神童 安琪儿之表哥 3岁时会背古时10首 4岁会做20以内的加减法 5岁会写汉字1000个 6岁拜国师为徒弟、开始学画画                                                         |

### 学校
| 角色   | 關係 |
| 秦老师 | 语文老师 马小跳、毛超、唐飞、张达、安琪儿、夏林果、黄菊、贾文涛之老师 路曼曼、丁文涛之老师（被其利用） 裴帆哥哥之旧老师 被路曼曼利用当“跳跳电视台”之台长                                                                     |
| 雷 鸣  | 轰隆隆老师 科学老师 马小跳之老师兼崇拜对象 毛超、唐飞、张达、安琪儿、夏林果、路曼曼、丁文涛、黄菊、贾文涛之老师 |
| 林老师 | 美术老师 毛超、唐飞、张达、安琪儿、夏林果、路曼曼、丁文涛、黄菊、贾文涛之老师 马小跳之喜欢老师 |
| 钱老师 | 数学老师 马小跳、毛超、唐飞、张达、安琪儿、夏林果、黄菊、贾文涛之老师 路曼曼、丁文涛之老师兼喜欢老师 |
| 田老师 | 体育老师 马小跳、毛超、唐飞、张达、安琪儿、夏林果、黄菊、贾文涛 |
| 马小跳 | 淘气包马小跳 参见马家 |
| 毛 超  | 废话大王 “跳跳电视台“之第二副台长兼主持人兼旁白 马小跳、唐飞、张达之同学兼好友兼情敌 秦老师、雷鸣、林老师、钱老师、田老师之学生 丁文涛之天敌 暗恋夏林果                                                                      |
| 唐 飞  | 企鹅唐飞 “跳跳电视台”之副台长兼摄像师 马小跳、毛超、张达之同学兼好友兼情敌 秦老师、雷鸣、林老师、钱老师、田老师之学生 暗恋杜真子 丁文涛之天敌                                                                                |
| 张 达  | 河马张达 “跳跳电视台”之第三副台长兼道具管理人兼副摄像师 马小跳、毛超、唐飞之同学兼好友兼情敌 秦老师、雷鸣、林老师、钱老师、田老师之学生 暗恋夏林果                                                                           |
| 夏林果 | 骄傲公主、漂亮女孩夏林果 大队委 “跳跳电视台”之主持人 《芭蕾学校》之学生 秦老师、雷鸣、林老师、钱老师、田老师之学生 杜真子之好友 马小跳、张达、毛超、丁文涛之暗恋对象 崇拜韩力哥哥 与路曼曼亦敌亦友 路曼曼之情敌              |
| 安琪儿 | 笨女孩安琪儿 参见安家 |
| 黄 菊  | 秦老师、雷鸣、林老师、钱老师、田老师之学生 安琪儿之好友 |
| 路曼曼 | 中队长 原为“积善银行”之行长 后为“积善银行”之副行长 秦老师、雷鸣、林老师、钱老师、田老师之学生 曾利用秦老师当“跳跳电视台”之台长、但失败 马小跳之同学兼同桌冤家 幼儿园时期曾被马小跳暗恋 暗恋丁文涛、韩力哥哥 与夏林果亦敌亦友 |
| 丁文涛 | 小大人丁文涛 学习委员、数学课代表 “积善银行”之行长 丁爸爸之子 秦老师、雷鸣、林老师、钱老师、田老师之学生 马小跳、张达、唐飞、毛超之天敌 钱老师之宠爱学生                                                                     |
| 贾文涛 | 秦老师、雷鸣、林老师、钱老师、田老师之学生 |

### 其他演员
| 角色     | 關係                                                                                      |
| 韩力哥哥 | 歌星、医生 裴帆哥哥之好友 马小跳、安琪儿之邻居 夏林果之崇拜对象                           |
| 裴帆哥哥 | 兽医 韩力哥哥之好友 麦冬娜之男友 秦老师之旧学生 马小跳之好友 杜真子之猫之救命恩人         |
| 麦冬娜   | 冷冰冰美人 护士 少女时期曾为大队委 裴帆哥哥之女友 丑八怪、拉登之主人 《宠物派对》之创办人 |
| 阿 空    | 巨人 喜欢吃土豆                                                                           |
| 河马大叔 | 马天笑之旧同学                                                                            |
| 丁爸爸   | 丁文涛之父                                                                                |
| 朱莎莎   | 马天笑之前女友（抛弃其）                                                                  |
| 方老师   | 幼稚园老师 马小跳之前老师                                                                 |
| 周小妮   | 缺牙巴 二年级学生 王欣、胡娜之好友                                                        |
| 王 欣    | 大眼睛 二年级学生 周小妮、胡娜之好友                                                      |
| 胡 娜    | 卷头发 二年级学生 周小妮、王欣之好友                                                      |
| 写字老头 | 居住于阿空家里                                                                            |